# Cocumont

Cocumont este o comună în departamentul Lot-et-Garonne din sud-vestul Franței. În 2009 avea o populație de 973 de locuitori.

## Evoluția populației
| An        | 1975  | 1982  | 1990 | 1999 | 2006 | 2009 |
| --------- | ----- | ----- | ---- | ---- | ---- | ---- |
| Populație | 1.022 | 1.022 | 937  | 888  | 934  | 973  |